# واسیلی گوگولف
واسیلی گوگولف (روسی: Василий Николаевич Гоголев؛ ۹ اکتبر ۱۹۵۷) کشتی‌گیر آزاد اهل شوروی بود.
وی همچنین برندهٔ جوایزی همچون نشان برجسته افتخار شده‌است.
وی در مسابقات کشوری و بین‌المللی در مجموع برندهٔ ۳ مدال طلا، ۱ مدال نقره، ۲ مدال برنز شده‌است.